# Hoedeok-dong
Hoedeok-dong (koreanska: 회덕동) är en stadsdel i staden  Daejeon, i den centrala delen av landet, 140 km söder om huvudstaden Seoul. Den ligger i stadsdistriktet Daedeok-gu. 